# Zamarada glareosa
Zamarada glareosa är en fjärilsart som beskrevs av Max Joseph Bastelberger 1909. Zamarada glareosa ingår i släktet Zamarada och familjen mätare. Inga underarter finns listade i Catalogue of Life.